# Amulung, Cagayan
Amulung là một đô thị hạng 4 ở tỉnh Cagayan, Philippines. Theo điều tra dân số năm 2000, đô thị này có dân số 42,754 người trong 7,874 hộ.

## Các khu phố (barangay)
Amulung được chia thành 47 khu phố (barangay).
| - Abolo - Agguirit - Alitungtung - Annabuculan - Annafatan - Anquiray - Babayuan - Baccuit - Bacring - Baculud - Balauini - Bauan - Bayabat - Calamagui - Calintaan - Caratacat | - Casingsingan Norte - Casingsingan Sur - Catarauan - Centro - Concepcion - Cordova - Dadda - Dafunganay - Dugayung - Estefania - Gabut - Gangauan - Goran - Jurisdiccion - La Suerte - Logung | - Magogod - Manalo - Marobbob - Masical - Monte Alegre - Nabbialan - Nagsabaran - Nangalasauan - Nanuccauan - Pacac-Grande - Pacac-Pequeño - Palacu - Palayag - Tana - Unag |